# Katedrala Svetog Jakova, Bilbao
Katedrala Svetog Jakova (baskijski: Donejakue Katedrala , španjolski: Catedral de Santiago) je rimokatolička crkva u gradu Bilbau. Hram je izvorno sagrađen tijekom 14. i 15. stoljeća kao glavna župna crkva Bilbaa, a proglašen je katedralom tek 1950. kada je službeno osnovana rimokatolička biskupija Bilbao. Njegovo podrijetlo vjerojatno datira znatno prije osnutka grada 1300. godine, kada je Bilbao bio nešto više od male ribarskog sela. 
Hram je posvećen u čast apostola Svetog Jakova Velikog (Santiago na španjolskom), jer je bio tranzitna točka za hodočasnike koji su slijedili sjeverni krak Puta Svetog Jakova.
Arhitektonski, današnja zgrada je mješavina stilova: od gotike klaustra i glavnog svoda iz 15. stoljeća, gdje su posebno zanimljivi klaustar i prekrasan portal koji vodi do ulice Correo (Puerta del Angel), do razmetljivog gotičko pročelja i tornja.
Zanimljiv običaj je dodavanje kamenih rezbarija lokalnih trgovaca duž kontrafora glavnog svoda.
Ne treba je brkati s katedralom Santiago de Compostela.
Iz raznih razloga, stadion San Mamés, dom lokalne nogometne momčadi Athletic Bilbao, nazivan je La Catedral nekoliko desetljeća prije inauguracije katedrale u Santiagu. Na klupskom grbu (kao i na gradskom grbu) prikazana je crkva, ali ovo je obližnja crkva Svetog Antuna Pustinjaka i most uz nju.

### Kapele
Unutar katedrale nalaze se sljedeće kapele:
- Kapela Svetog Antuna Pustinjaka
- Kapela Gospe od Begoñe
- Kapela Svete Lucije
- Kapela San Diego de Alcalá
- Kapela Gospe od Milosti
- Kapela Sagrario
- Kapela Gospe od Ružarija
- Kapela Gospe od Zdravlja
- Kapela Svete Marine
- Kapela Gospe od Karmena
- Kapela za krštenje
- Kapela Svetog Serafima
- Pokornička kapela
- Kapela Krista ljubavi